# Корсаков, Николай Дмитриевич
 Николай Дмитриевич Корсаков (19 февраля (2 марта) 1799 — 1 (13) мая 1876) — генерал от кавалерии (1866), участник русско-турецкой войны 1828—1829 годов, принимал участие в подавлении польского восстания 1830, комендант Петропавловской крепости в 1869—1876 годах.

## Биография
Родился в семье Дмитрия Васильевича Корсакова и Дарьи Николаевны, урождённой Огарёвой.
В службу вступил юнкером 20 мая 1814 года в Московский казачий полк, из которого он 31 декабря 1814 года переведён в Лейб-Гвардейский Конно-Егерский полк. 14 октября 1816 года переименован в прапорщики, а 13 февраля 1819 года — в поручики. 14 мая 1819 года по Высочайшему приказу переведен в Лейб-Гвардии Уланский полк.
12 декабря 1823 года произведён в штабс-ротмистры, а 3 апреля 1827 года — в ротмистры. 14 апреля 1828 года вместе с полком выступил из Санкт-Петербурга. Перешел через Дунай в Турцию до крепости Варны, за которую участвовал в сражении 18 сентября того же года. Участвовал в сражениях 30 сентября при мысе Галатобурне и 3 октября при реке Камчике во время преследования неприятельского отряда, находящегося под начальством паши Омера Врионе, и за отличие оказанное в сражении награждён орденом Святого Владимира 4-й степени с бантом. 28 ноября 1828 года прибыл обратно в Киевскую губернию, а оттуда в октябре 1829 года вернулся в Санкт-Петербург.
30 декабря 1830 года вместе с полком выступил из Санкт-Петербурга в Царство Польское для подавления польского мятежа. Участвовал в сражениях 5 мая при деревнях Зохах и Якац, в прикрытии ретирады гвардейского корпуса против армии Скрженецкого, за что он был награждён золотой саблей с надписью за храбрость. 14 мая 1830 года участвовал в генеральном сражении при Остроленке, участвовал в нескольких атаках. Был сильно ранен пулей в левое плечо на вылет, за что он и получил в 1831 году орден Святого Георгия 4 класса.
В 1869—1876 годах — комендант Петропавловской крепости. Скончался 1 (13) мая 1876 года в Санкт-Петербурге, похоронен на Комендантском кладбище у собора Петра и Павла.